# Carlotta Nobile
Carlotta Nobile (Roma, 20 dicembre 1988 – Benevento, 16 luglio 2013) è stata una storica dell'arte, violinista, scrittrice e blogger italiana, dal settembre 2010 fino alla morte direttore artistico dell’Orchestra da camera dell'Accademia di Santa Sofia di Benevento. Personalità poliedrica di artista e studiosa, tra i più apprezzati giovani violinisti italiani del suo tempo, è nota anche per la sua testimonianza di coraggio nella lotta contro il cancro e per la profonda esperienza di Fede raggiunta negli ultimi mesi della sua vita, conclusasi a soli 24 anni Nel febbraio 2018 è inserita tra i “Giovani Testimoni” del Sinodo dei Vescovi 2018 sul tema I giovani, la fede e il discernimento vocazionale, indetto da Papa Francesco.

## Carriera
Nata da antica famiglia, diplomatasi in violino al conservatorio a soli 17 anni e con il massimo dei voti, la lode e la menzione d'onore, sotto la guida del Maestro Massimo Bacci, nella sua breve ma intensa carriera ha frequentato molteplici corsi di alto perfezionamento in violino fra i quali quello del maestro Pierre Amoyal presso l'Universität Mozarteum di Salisburgo, del maestro Pavel Vernikov presso l’Accademia Internazionale di Portogruaro e la Scuola di Musica di Fiesole, nonché del maestro Eugen Sârbu a Londra.

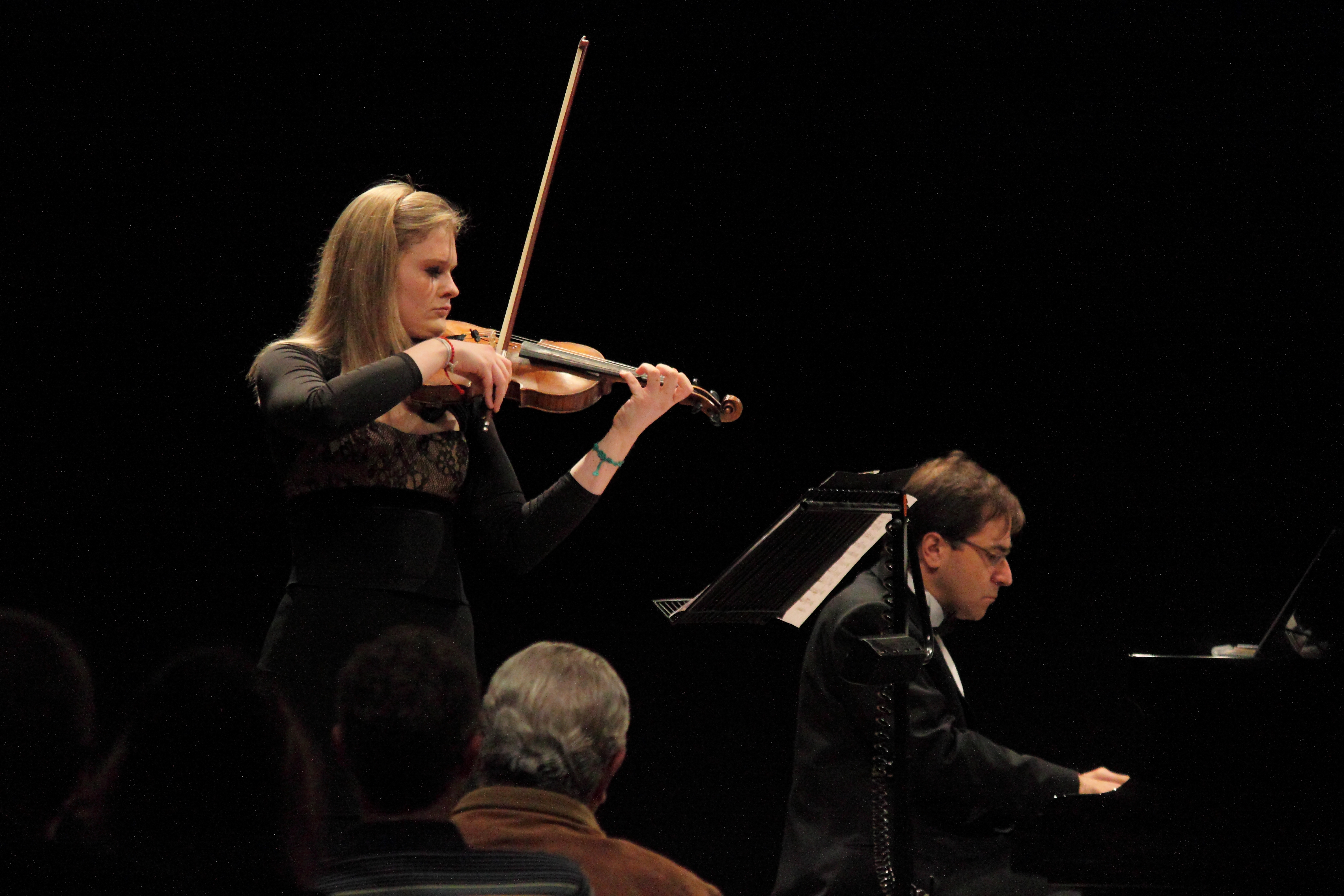
Carlotta Nobile ed il pianista Marco Scolastra suonano in duo in sostegno dell'Associazione Italiana Sclerosi Multipla presso l'Auditorium San Domenico di Foligno il 7 ottobre 2012. Foto: Francesco Fratta.

Vincitrice di numerosi concorsi nazionali, tra i quali il Primo Premio assoluto al Concorso Nazionale di Violino “F. Kreisler” di Matera (2006) ed al Concorso Nazionale “Città di Viterbo” (2008), nonché il Primo Premio al Concorso Nazionale Riviera della Versilia (2005), consegue il Diploma di “Distinguished Musician” all'International Ibla Grand Prize 2007 e la “Ernest Bloch Special Mention” all'International Ibla Grand Prize 2008.
Marcello Abbado dirà di lei: «una musicista eccezionale, una ragazza dolce e sensibile con una straordinaria vocazione per la musica». Martin Berkofsky, con cui Nobile suonò in duo, arriverà a dichiarare: «Il nostro concerto è stato la più grande e meravigliosa esperienza musicale da me avuta in settant’anni di vita».
Ha affiancato alla musica la passione per l'arte, laureandosi con lode in Studi Storico-artistici (laurea triennale) a "La Sapienza" di Roma nel 2010 e frequentando l'University of Cambridge (Art History International Summer Courses/ 2009), il "Contemporary Art" Course presso il Sotheby's Institute of Art di New York (2010) e la Libera università internazionale degli studi sociali Guido Carli - Master of Art 2011/2012 a Roma.

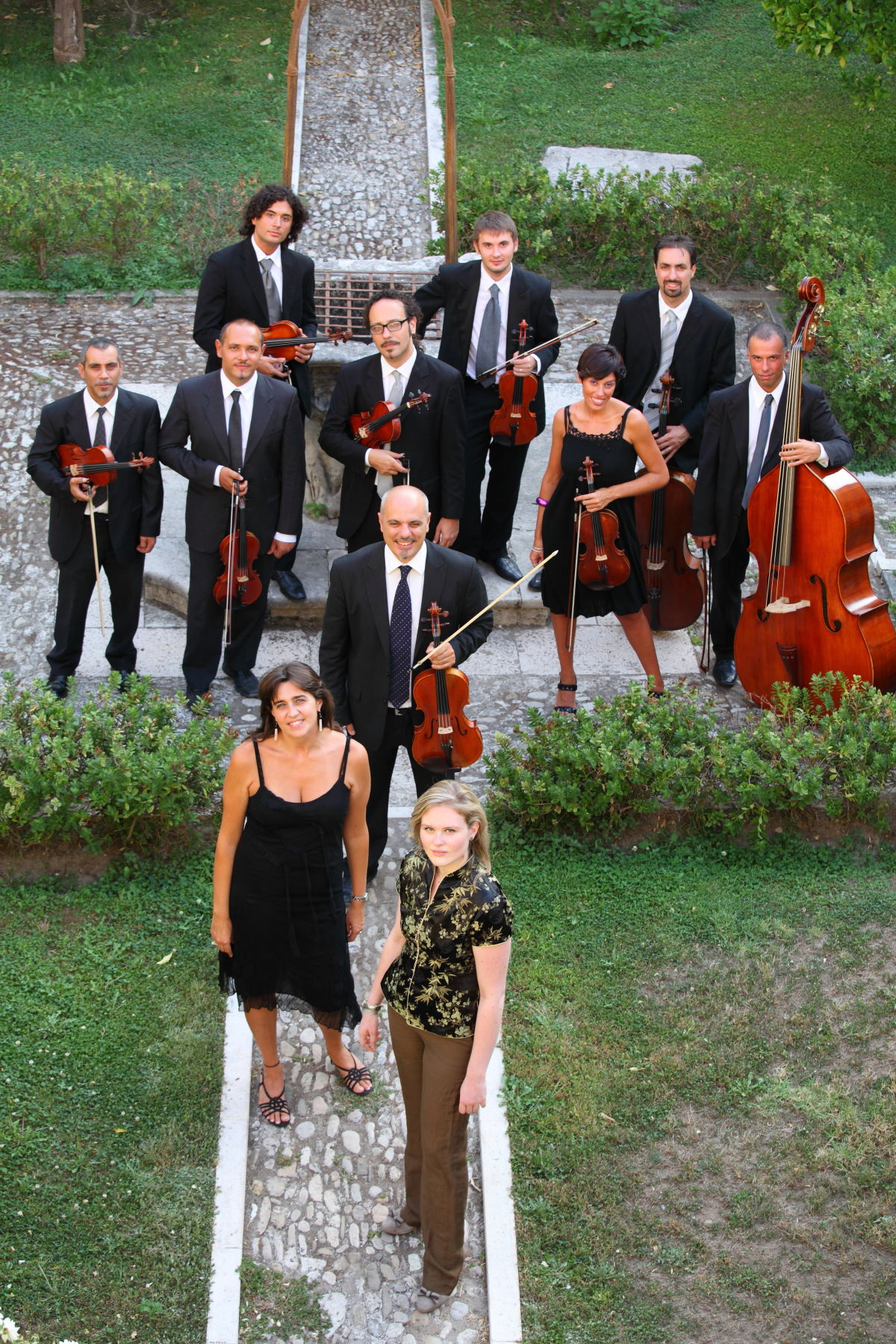
L'Orchestra da camera dell'Accademia di Santa Sofia di Benevento nel periodo della direzione artistica di Carlotta Nobile (la prima dal basso).

Nel dicembre 2008 pubblica il suo primo libro "Il silenzio delle parole nascoste", seguito, nel 2012, da "Oxymoron", edito da Aracne Editrice. Per anni si occupa della rubrica musicale «Righe Sonore» sul Quaderno.it e collabora al periodico Realtà Sannita.
A soli 21 anni, nel 2010, viene nominata direttore artistico dell'Orchestra da camera dell'Accademia di Santa Sofia di Benevento. Come primo direttore artistico, si impegna nel lancio dell'Accademia, anche in vista della sua esportazione fuori dai confini regionali, curandone la programmazione concertistica di durata triennale, formula inedita su tutto il territorio nazionale. La sua proposta di un cartellone vario ed eclettico, che spazia da Mozart ai Beatles, da Piazzolla a Strauss, da Bach al Novecento Italiano e al Settecento napoletano, raccoglie consensi e successo di pubblico. La Nobile rimarrà attiva come Direttore Artistico dell'Accademia di Santa Sofia sino alla prematura scomparsa. La sua opera contribuì a gettare le basi per la rapida entrata dell'accademia nel Fondo unico per lo spettacolo (FUS) del Ministero dei beni e delle attività culturali e del turismo. Dopo la sua morte, l'Accademia vivrà tre anni di sosta, per poi riprendere l'attività dell'Orchestra sotto la direzione artistica del M° Filippo Zigante.
Nel suo percorso ha esplorato le interrelazioni tra musica, arte contemporanea e scrittura, ricorrendo a criteri di interdisciplinarità e alla contaminazione.
Nel 2012 fonda a Roma insieme ad altre giovani curatrici il gruppo Almost Curators, che ha fra i propri obiettivi quello di creare un punto di congiunzione tra il pubblico degli appassionati delle arti contemporanee e quello dei non addetti ai lavori. Come componente di Almost Curators realizza alcune iniziative e scrive diversi articoli per il sito/blog del gruppo.

## Il cancro ed il blog
(Carlotta Nobile, Il Cancro E Poi_, 16 febbraio 2013)

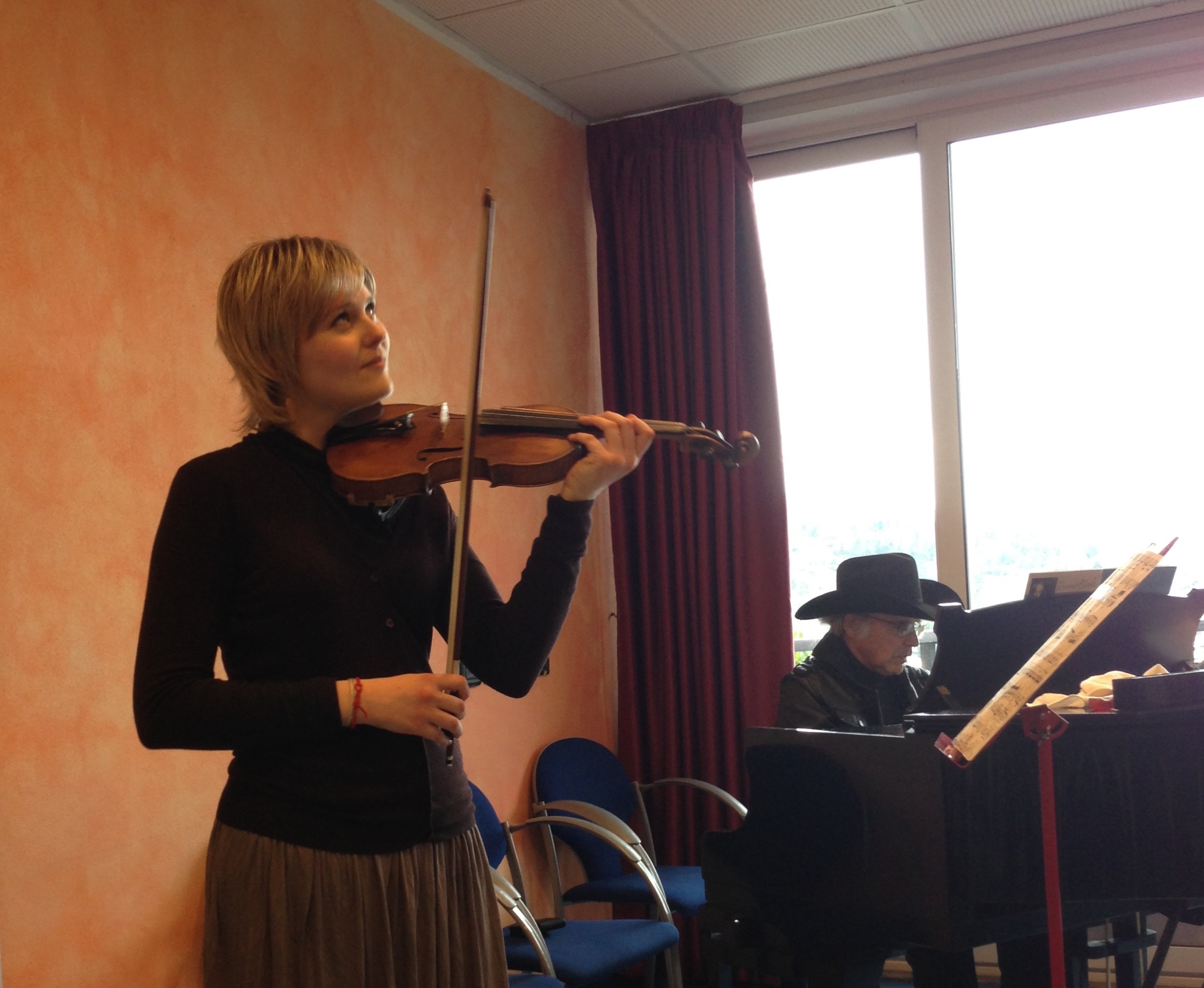
Carlotta Nobile ed il pianista americano Martin Berkofsky, come volontari dei Donatori di Musica, suonano per i pazienti del reparto oncologico dell'Ospedale di Carrara il 9 aprile 2013. La violinista sarebbe morta tre mesi dopo, seguita da Berkofsky, anch'egli malato, a dicembre.

Nell'ottobre 2011, a 22 anni, le viene diagnosticato un melanoma: affronta le cure possibili e subisce vari interventi, pur proseguendo parallelamente la sua carriera musicale ed artistica, spesso alternandosi tra ospedali e concerti. Sandro Cappelletto dirà di lei su La Stampa: «Più le cure la sfibravano, più le diagnosi avvicinavano il momento del congedo, più la musica diventava la sua ribellione al destino, la sua vera vita: e mai con uno sconto alla qualità».
Nell'aprile 2012 apre una pagina Facebook, "Il Cancro E Poi_", in cui, in forma rigorosamente anonima, dà vita ad una comunità di migliaia di persone segnate come lei dal cancro, le quali si riconoscono nei suoi pensieri e nelle sue riflessioni, trovandovi sostegno e aiuto morale. Nell'agosto dello stesso anno crea anche il sito web ilcancroepoi.com.
(Carlotta Nobile, Il Cancro E Poi_)
(Carlotta Nobile, Il Cancro E Poi_, 5 agosto 2012)
Durante la malattia aderisce come musicista, suonando in duo con il pianista americano di fama internazionale Martin Berkofsky, ai "Donatori di Musica", rete di solidarietà impegnata nel portare la musica nei reparti oncologici italiani. Sul suo impegno benefico vedasi L. Fumagalli, Donatori di Musica, Edizioni Curci, 2015.

## La fede, il Papa e la morte

### La fede
Negli ultimi mesi della sua vita vive una profonda esperienza di Fede, originata improvvisamente il 4 marzo 2013, al risveglio da una crisi che la vede ricoverata a Milano per qualche giorno. L'evento, percepito come un'illuminazione, è raccontato da Carlotta stessa nel suo blog anonimo sul cancro, in quello che sarà il suo ultimo post prima della morte:
(Carlotta Nobile, Il Cancro E Poi_, 5 aprile 2013)
Continua la Nobile nel succitato post:
(Carlotta Nobile, Il Cancro E Poi_, 5 aprile 2013)

### La lettera a Papa Francesco
La sua spiritualità fu notevolmente ispirata dalla predicazione di Papa Francesco e dal suo invito rivolto ai giovani a portare la Croce con gioia (omelia del 24 marzo 2013).

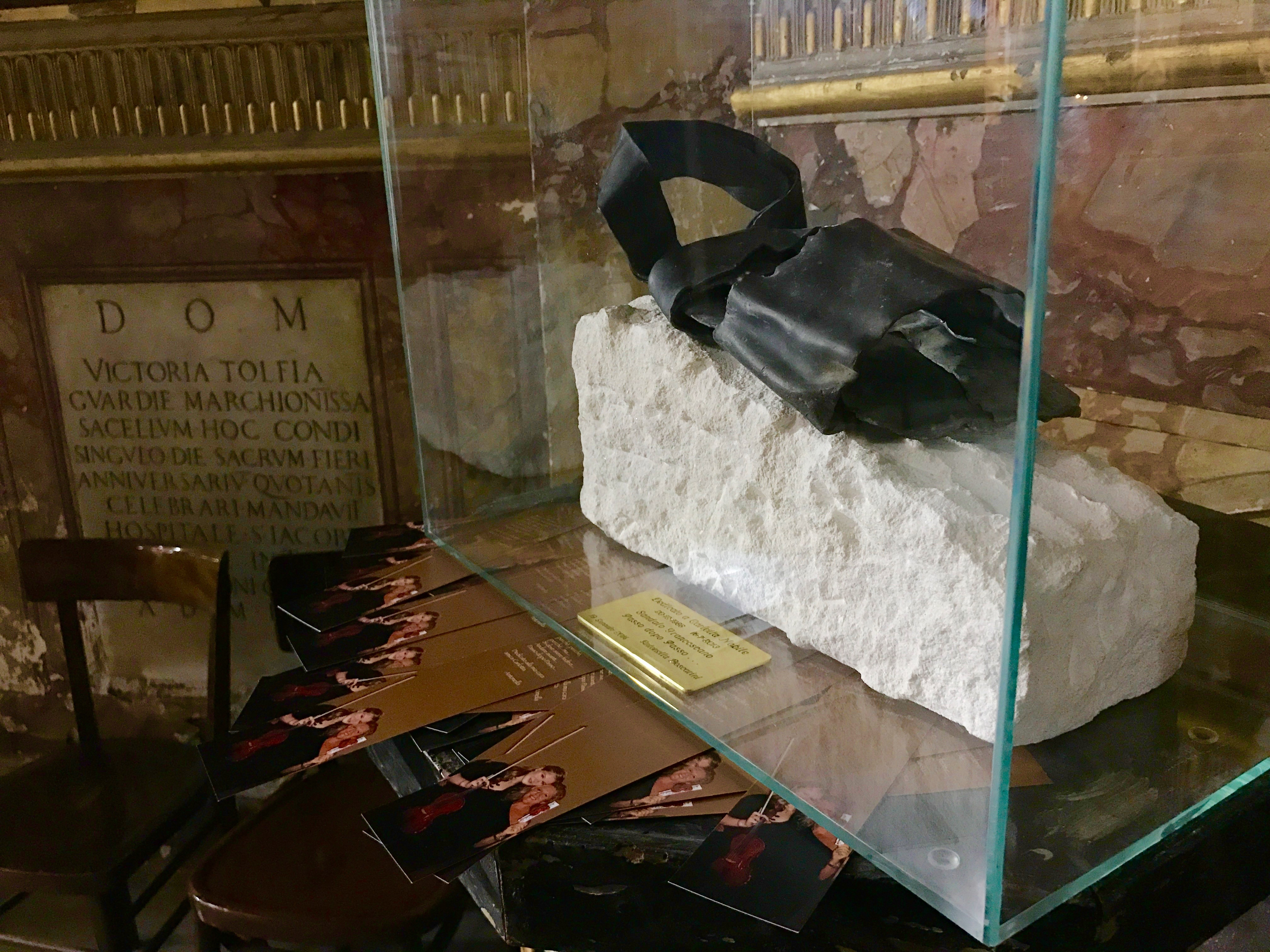
La scultura "Passo dopo Passo" di Antonella Boscarini, dedicata a Carlotta Nobile e donata nel gennaio 2014 dall'artista alla Chiesa di San Giacomo in Augusta, in Via del Corso (Roma). Realizzata in forma di sandalo francescano, si trova nella Cappella del Sacro Cuore.

Il giorno del venerdì Santo del 2013, Carlotta, desiderosa di confessarsi, cercava nel centro di Roma una chiesa che non fosse chiusa nonostante l’ora di pranzo. L’unica rimasta aperta era la Chiesa di San Giacomo in Augusta, in via del Corso. Qui Carlotta incontrò il parroco don Giuseppe Trappolini, a cui, durante un toccante colloquio in cui Carlotta -come riportato da Don Giuseppe- pianse «per la Gioia», raccontò la sua storia, la lotta contro il melanoma e la serenità provata ascoltando le parole di papa Francesco. Il parroco rimase molto colpito dalla coincidenza per la quale proprio il giorno prima egli era stato accolto assieme agli altri parroci romani a pranzare con il Papa, e nella cui occasione il Santo Padre aveva esortato gli ospiti a tenere le chiese aperte tutto il giorno del venerdì Santo per permettere a chiunque di potersi confessare. Don Trappolini raccontò dunque al pontefice la storia di Carlotta in una lettera, ed il Papa, il 10 aprile mattina, telefonò in parrocchia per assicurarle la sua preghiera, aggiungendo: «Questa ragazza mi dà coraggio». Proprio negli istanti della telefonata, Carlotta fu colta da una crisi cerebrale nell'Ospedale di Carrara, ove si era recata come musicista volontaria dei "Donatori di Musica". Al risveglio in reparto, nella mattina dell'11 aprile 2013, dopo aver riacquistato lucidità, ancora a letto e in compagnia della madre, riferì di stare avendo una visione trinitaria consistente in un triangolo luminoso sulla parete della camera..
Anche Carlotta scrisse allora al papa, per comunicargli la sua fiducia nella vita e nell’incontro con Dio.
Si legge nella lettera:
(Carlotta Nobile, Lettera a Papa Francesco, 12 aprile 2013)

### Gli ultimi tre mesi
Tramite Don Trappolini, Carlotta fu sul punto di veder concretizzato l’incontro col Papa, ma nel maggio 2013 le sue condizioni peggiorarono e allora tornò a Benevento, dove trascorse nella casa familiare i suoi ultimi tre mesi, durante i quali si dedicò alla preghiera, in uno stato di completa fiducia, accettazione e gratitudine a Dio. Nell'ultima notte della sua vita, quella tra il 14 e il 15 luglio 2013, suo padre fu svegliato dalle seguenti parole di Carlotta, sussurrate ripetutamente con tono sereno e lo sguardo rivolto verso il soffitto:
Il giorno successivo, a poche ore dalla morte, rivolse con fatica ai suoi cari l'ultimo saluto:
Dopo due anni di battaglia, morì alla giovane età di 24 anni. La morte dell'Angelo del violino -come i media ed il web la ribattezzarono- fu annunciata dalle maggiori testate giornalistiche e televisive nazionali.

### Testimonianza di fede

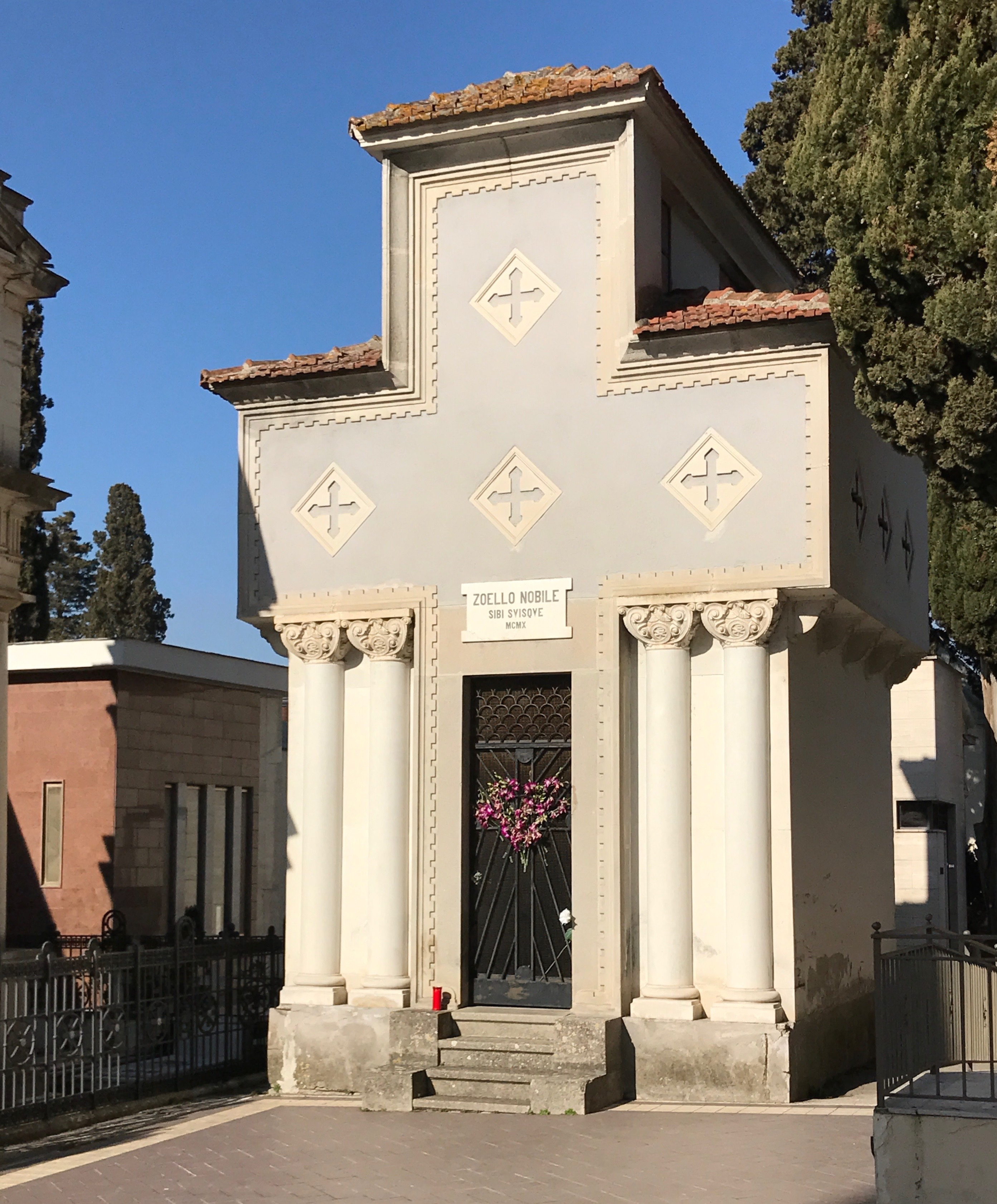
La cappella di famiglia dove riposa Carlotta Nobile, nel Cimitero comunale di Benevento.

I funerali della Nobile si tennero la mattina del 17 luglio 2013 nella gremita Basilica di San Bartolomeo Apostolo, che non riuscì a contenere tutti coloro che erano venuti ad assistere al rito funebre. Il Rettore della Basilica Mons. Mario De Santis, dopo la lettura di scritti e messaggi personali in cui la Nobile annunciava con serenità la "guarigione" della propria anima, proclamò nell'omelia: «Ragazzi muovetevi, camminate e ritrovate voi stessi. Lei aveva ritrovato la fede. Oggi non deve essere una giornata di tristezza, anzi le campane suoneranno a festa perché, se da una parte piangiamo la perdita di una persona, dall'altra ci è offerto il senso della Resurrezione.»
Pochi mesi dopo, nel giorno del compleanno della Nobile, verrà pubblicamente ricordata dall'Arcivescovo di Benevento Mons. Andrea Mugione «come esempio straordinario di Fede, di amore che culmina nel sacrificio».
La storia di Fede di Carlotta, raccontata per la prima volta e tradotta in diverse lingue nel 2016 dal sito di informazione cattolica Aleteia, si è poi diffusa sul web, sulla televisione e sulla stampa cattolica in Italia, Stati Uniti, Francia, Polonia, Ungheria, Slovenia, Croazia, Spagna, Messico, Portogallo, Brasile, India e Vietnam.

#### Il Sinodo dei Giovani e la voce dei Vescovi
Nel febbraio 2018 è inserita tra i “Giovani Testimoni” del Sinodo dei Vescovi 2018 sul tema I giovani, la fede e il discernimento vocazionale, indetto da Papa Francesco. Vari Vescovi e teologi si sono espressi pubblicamente sulla sua figura.

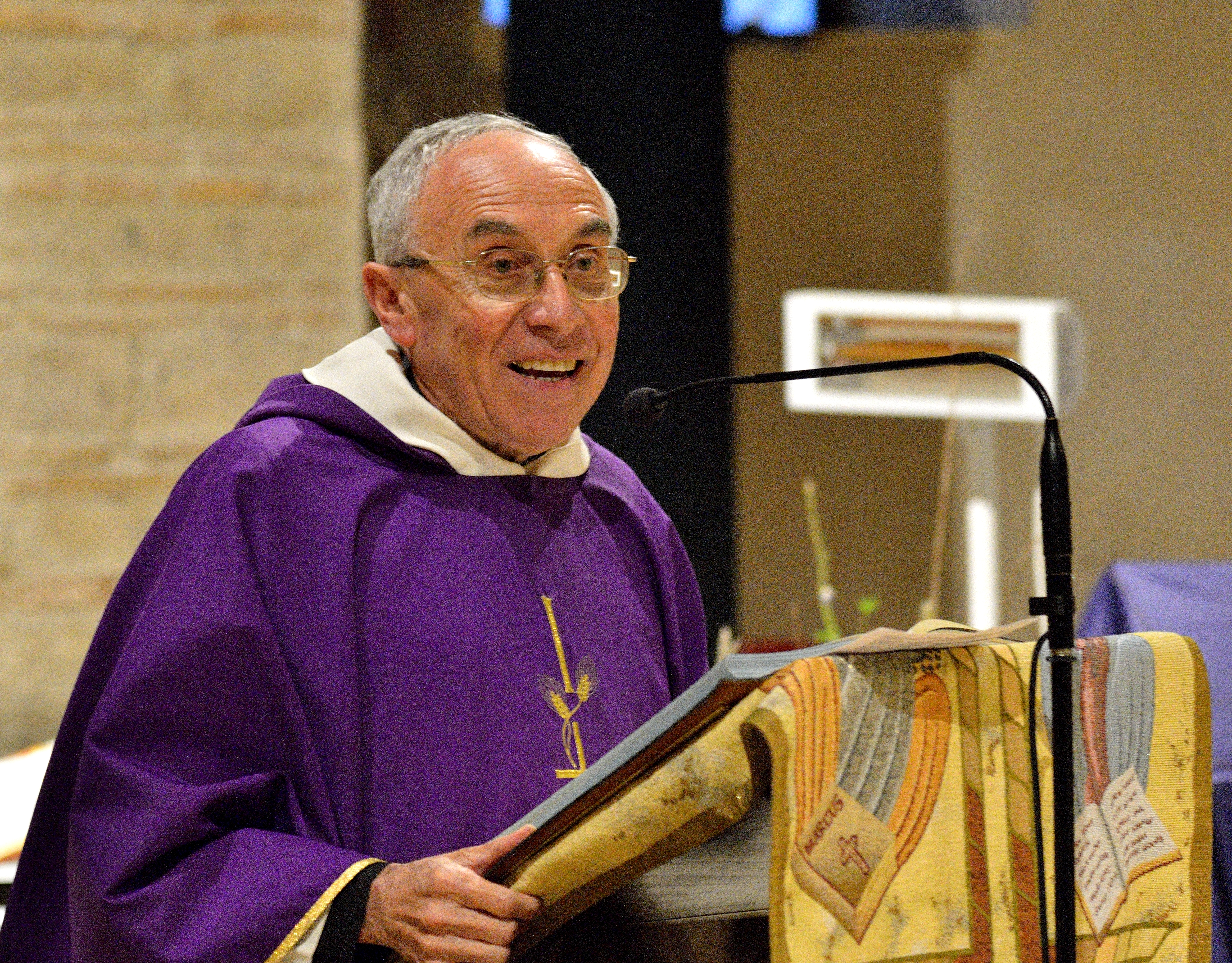
P. François-Marie Léthel, O.C.D., durante la Santa Messa in suffragio di Carlotta Nobile, celebrata il 26 marzo 2017 presso la Chiesa di Santa Sofia a Benevento.

Il teologo P. François-Marie Léthel O.C.D., tra i massimi esperti della teologia dei santi, Consultore della Congregazione delle cause dei santi e Predicatore degli esercizi spirituali al Santo Padre Benedetto XVI e alla Curia Romana nel 2011, ha scritto di lei: "Sì, Gesù è stato veramente «l'amore più grande» di Carlotta nelle sofferenze degli ultimi mesi. (...) Insieme a lei, anche noi ringraziamo Gesù per il dono del suo amore infinito e impariamo a portare con gioia la croce. Con la sua testimonianza sulla terra e adesso con la sua intercessione in cielo, Carlotta ci aiuterà a camminare verso la santità.".
Così Mons. Andrea Mugione, Arcivescovo Emerito di Benevento: «Gesù ritorna al Padre, ma il Gesù che ascende porta con sé il regalo delle sue ferite, delle sue piaghe. (…) E Lui ci dice che questo è il prezzo del perdono che Lui ci dà. Il prezzo che ha pagato anche Carlotta unendosi a Cristo. Con la preghiera, unendosi alle piaghe di Gesù, ha portato con sé -è vero- ha portato con sé in regalo al Padre le sue ferite. (…) È per questo che io dico che con Carlotta, con gli ultimi pochi mesi della sua vita, dove ha vissuto momenti forti di fede e di consegna al Signore… con Carlotta noi possiamo portare avanti quella che è l’evangelizzazione della Sofferenza, che ci aiuti a rileggere l’esperienza della Sofferenza alla luce del mistero d’Amore e di dolore del Cristo, che ci ha salvati non dalla Croce ma nella Croce. (…) Nella Croce, lei, Carlotta, certamente ha compreso quanto vale la Fede -e l’ha vissuta profondamente- quanto vale l’Amore, quanto vale la Gioia di vivere -e ne aveva tanta di Gioia di vivere-. Per questo la possiamo chiamare veramente… nella sua sofferenza è diventata una Testimone della Fede.»
L'Arcivescovo di Taranto Mons. Filippo Santoro ha detto di lei: «Una vita così piena di intensità, di vari interessi, la musica, il canto, la cultura, la letteratura… (…) ma la propria riuscita si compie in quel giorno dell’esperienza del 4 marzo 2013 in cui c’è la percezione che la vita si realizza quando si dona, la vita si realizza quando si apre agli altri, si apre al mistero dell’amore (…). E perciò noi balbettiamo di fronte a queste testimonianze, che ci dimostrano che la Croce e la Resurrezione vanno insieme, che la Croce è il cammino da seguire. (…) In un momento in cui alla fine, le ultime parole -“Signore, Ti ringrazio. Signore, Ti ringrazio. Signore, Ti ringrazio”- spalancano su una speranza straordinaria. Una cosa della santità è proprio quest’aspetto. Non si spiegherebbe senza la presenza di Cristo.»
Mons. Francesco Zerrillo, Vescovo Emerito di Lucera-Troia, si è così espresso, commentando gli ultimi mesi della vita della Nobile: «L’ultimo è stato il tempo delle ascensioni. (…) Ho visto la sacralità della vita. Ho visto il dono della vita. (…) Così la vita di Carlotta è diventata una vita-dono, una vita offerta a Dio. È stato davvero un prodigio. (…) Vorrei stimolare tutti ad una più profonda conoscenza di questa ragazza, che è stata veramente coraggiosa. È stata seme di speranza che offre un messaggio positivo, offre un aiuto a chi è scoraggiato nella vita e offre a tutti la visione di un “oltre”. (…) Quell’“oltre” di Carlotta è una visione che non è più terrena, ma è celeste, non è più umana, ma è divina.»
Mons. Michele Seccia, Arcivescovo di Lecce, la racconta così: «Una persona che ci lascia una testimonianza speciale nella vita. Il suo ricordo così vivo a voi diventa oggi una filigrana, una cartina di tornasole attraverso la quale la Parola di Dio che abbiamo ascoltato ci diventa ancora più comprensibile. (…) Ha seminato nella sua vita tanto bene nel prendersi cura dei malati di tumore, di persone allo stato terminale. (…) Il Vangelo è attuale! Se oggi la nostra amica Nobile ci ricorda che è bastato un prestare ascolto improvviso ad una luce interiore, ad un sogno, ad una parola del Vangelo, ad una certezza riscoperta, la via sicura della morte è la via della Vita! Un assurdo logico, ma è la via della Salvezza, della Speranza. (…) E vogliamo veramente ringraziare Dio per averci dato la possibilità di riflettere su questo alla luce di un’esperienza concreta.»
Così invece Mons. Gennaro Pascarella, Vescovo di Pozzuoli: «E io sono certo che questa sera Carlotta è con noi. Noi quando diciamo il Credo diciamo «Credo la comunione dei santi», cioè credo che tra noi Chiesa qui su questa Terra e i nostri fratelli che ci hanno preceduto c’è questa comunione, questo scambio anche di preghiere. Io sono sicuro che anche lei dal Cielo questa sera ha fatto la sua parte. Lei ha vissuto veramente un calvario, ha sperimentato fino in fondo la fragilità umana, che prende il corpo e te lo consuma. Lei ci dice «anche nelle nostre fragilità Gesù c’è. Lui è presente». Anzi, mentre vi ascoltavo sentivo fortemente ancora una volta che anche in quella che è la fragilità più grande, la morte, anche lì Dio è sceso, Gesù c’è e ci dà speranza. Ecco, io adesso vi voglio invitare a dire quella preghiera così cara a Carlotta, il Padre Nostro, che deve essere la preghiera di ogni discepolo di Gesù.»

## Riconoscimenti civili
Le vengono assegnati, alla memoria, il Premio ANLAI Archiviato il 14 aprile 2014 in Internet Archive. nel settembre 2013 e il Premio Arechi II, istituito dalla Provincia di Benevento, nel giugno 2014.

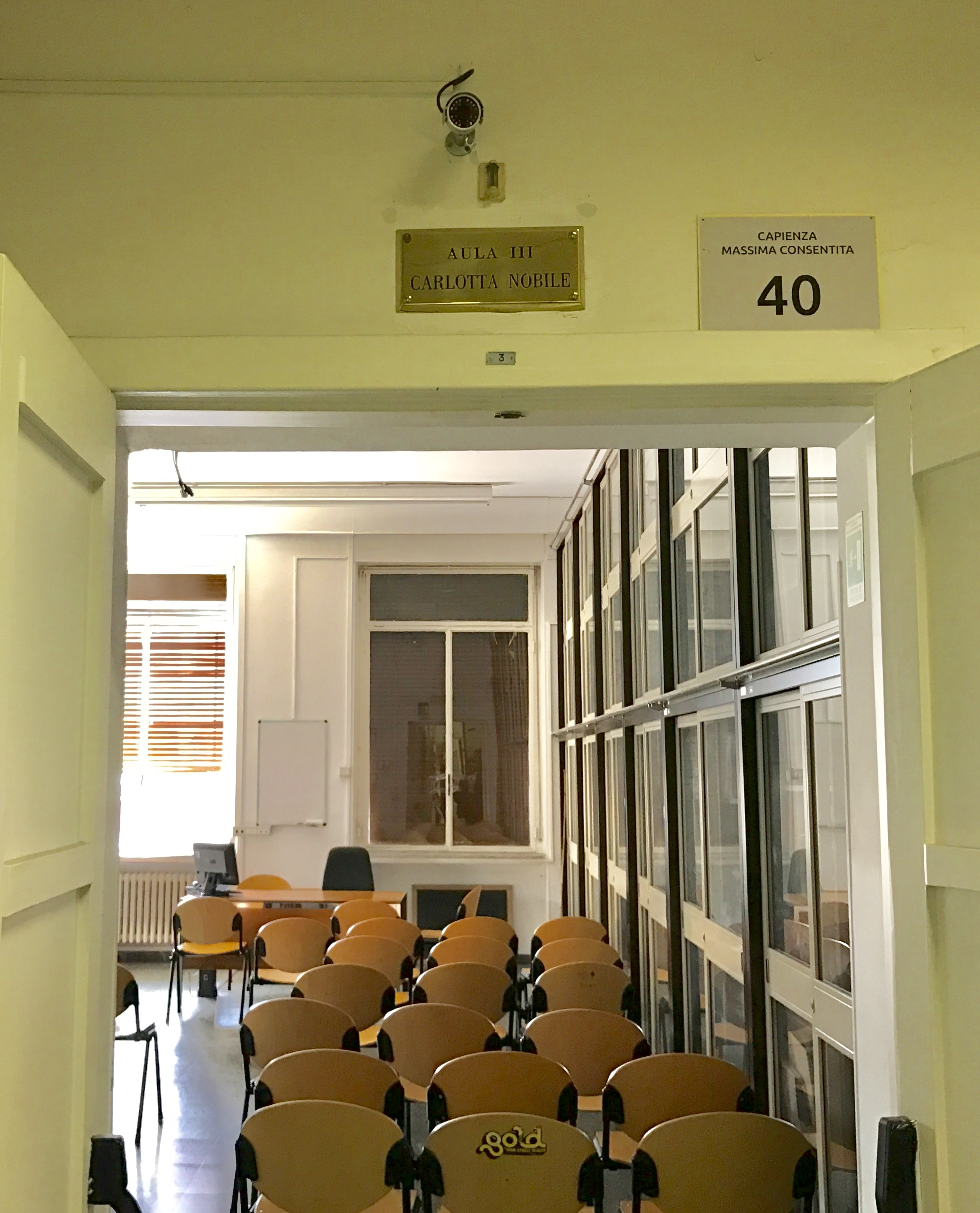
L'Aula 3 "Carlotta Nobile" nel Dipartimento di Storia dell'Arte e dello Spettacolo della Sapienza - Università di Roma.

Con D.R. N. 4175/2013 l'Università degli Studi di Roma "La Sapienza" le conferisce in memoria la Laurea Magistrale in Studi Storico-artistici e, con solenne cerimonia avvenuta il 22 novembre 2014, le intitola l'Aula tre del Dipartimento di Storia dell'Arte e dello Spettacolo, per «le sue raffinate ricerche sui rapporti tra musica, scrittura e arte».
Su iniziativa dei Donatori di Musica, il 6 agosto 2014 è stata intitolata a suo nome la Sala della Musica del reparto oncologico dell'Ospedale San Maurizio di Bolzano.

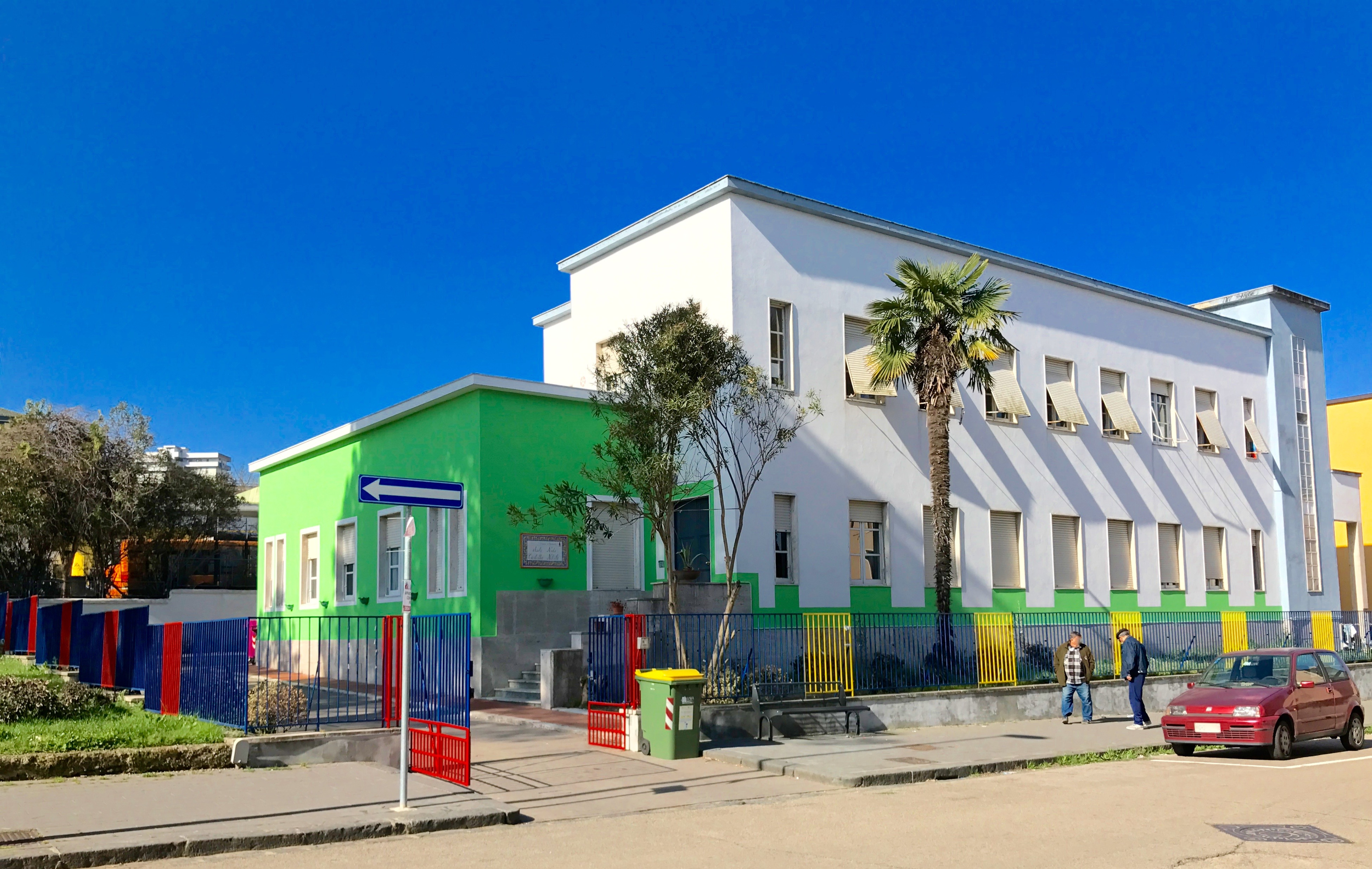
L'Asilo Nido Comunale "Carlotta Nobile", sito in Via Firenze a Benevento.

Il 20 settembre 2016, la Giunta comunale di Benevento delibera l'intitolazione a Carlotta Nobile dell'Asilo Comunale di via Firenze, per via del suo «esempio straordinario di fede, di amore e di vita». La cerimonia d'intitolazione si tiene il 20 dicembre 2016, giorno del compleanno della Nobile, alla presenza delle massime autorità civili cittadine. In tale occasione, il sindaco Clemente Mastella afferma: «L'intitolazione dell'asilo a Carlotta Nobile è per noi un evento molto importante. Carlotta è un esempio positivo che rimanda a quello spirito resiliente di cui Papa Francesco ci parla spesso: ha infatti affrontato le avversità con grandissima forza d’animo e coraggio. Il suo è un esempio da seguire per l’intera comunità».
Il 4 marzo 2017, alla presenza del Ministro dell'Istruzione, dell'Università e della Ricerca Valeria Fedeli e delle massime autorità civili, militari e religiose cittadine, il Conservatorio Nicola Sala di Benevento, in occasione dell'inaugurazione dell'anno accademico, intitola alla Nobile un'aula dell'istituto.
Il 31 ottobre 2013 il pianista Martin Berkofsky (con cui Carlotta condivise l'impegno in Donatori di Musica), in quella che sarà una delle sue ultime esibizioni prima della morte, ha voluto ricordare Carlotta con un concerto tenuto a Milano presso la Società del Giardino, eseguendo le musiche pianistiche religiose di Franz Liszt.

## Pubblicazioni
- Il silenzio delle parole nascoste, Aletti, 2008, ISBN 88-7680-675-X.
- Oxymoron, Aracne, 2012, ISBN 88-548-5110-8.